# Megalolamna
Megalolamna serotinus
Genre
Espèce
Synonymes
Megalolamna est un genre fossile de grands requins lamniformes ayant vécu de l'Oligocène tardif au Miocène moyen, il y a entre 23,5 et 15 millions d'années avant notre ère. Les fossiles appartenant à ce genre sont connus des Amériques, de l'Europe et du Japon, et sont documentés dans la littérature scientifique depuis la fin du XIXe siècle. C'est cependant en 2016 que les fossiles sont décrits comme appartenant à un même taxon distinct du nom de Megalolamna paradoxodon. Une étude publiée en 2024 révèle que le taxon fut déjà décrit de manière indirecte en 1879 sous le nom d’Otodus serotinus, l'unique espèce connue de ce genre étant alors renommée Megalolamna serotinus. Il fait partie des Otodontidae, une famille connue pour inclure le mégalodon, dont ce dernier fut d'ailleurs un contemporain. 
Bien qu'ayant une longueur maximale estimée à 5,1 m, soit une mensuration similaire à celui du grand requin blanc actuel, Megalolamna ne se serait nourri qu'uniquement envers des proies de tailles moyennes. Les dents antérieures de  Megalolamna auraient eu pour fonction de saisir la proie, avant de le couper via l'aide des dents latérales situées au coin de la bouche. Les fossiles montrent que le genre avait eu une répartition cosmopolite et qu'il habitait principalement dans les environnements peu profonds des zones tropicales aux zones de latitude moyenne (en).

## Découvertes et dénomination
Durant le XXe siècle et le XXIe siècle, plusieurs dents de requins fossiles datant du Miocène inférieur sont découvertes dans les Amériques et au Japon. Dans la littérature scientifique, ces mêmes dents furent classées dans différents genres ou sont notées comme de positionnement génériques indéterminées, mais la totalité des auteurs les reconnaissent comme provenant de l'ordre des Lamniformes. C'est sur la base de nombreux points communs les unifiant que le nouveau genre et espèce Megalolamna paradoxodon est décrit par le paléontologue japonais Kenshu Shimada et ses collègues en 2016, à partir de cinq dents fossiles isolées ayant été découvertes aux États-Unis, au Japon et au Pérou. Le nom générique Megalolamna dérive du mot en grec ancien μεγάλος / megálos, « grand », en combinaison de Lamna, genre type des Lamniformes. L'épithète spécifique parodoxodon vient quant à lui du latin paradoxum, « paradoxe », et du grec ancien ὀδούς / odoús, « dent », et fait référence à ce que les auteurs décrivent comme « son apparition paradoxale des dents ». Shimada explique plus en détail le sens étymologique de ce nom scientifique au sein d'un communiqué de presse accompagnant la publication de la description officielle de l'animal. Le nom générique Megalolamna est nommé en raison de sa proximité phylogénétique avec d'autres requins aux grosses dents comme le mégalodon, mais sa combinaison avec Lamna fut choisi en raison de la ressemblance superficielle de ses dents avec ceux du requin saumon. L'épithète spécifique fait référence à son grand écart temporel encore non résolu avec Otodus. L'holotype désigné du genre consiste en une dent complète cataloguée UCMP 112146, découverte dans le comté de Kern, en Californie.
Plus tôt la même année, le paléontologue colombien Jorge D. Carrillo-Briceño et ses collègues décrivent un ensemble de dents découvertes dans la péninsule de Guajira, au nord de la Colombie. Parmi ces fossiles figure une dent isolée, que les auteurs attribuent à un genre indéterminé de requins lamniformes. Ils réfèrent aussi à ce même taxon indéterminé des dents découvertes en Autriche, en Suisse, en Allemagne, en Sardaigne, au Pérou, sur la côte est des États-Unis et dans le Maryland, d'où ils sont notés comme étant très abondants. Dans les notes ajoutées à leur étude, Shimada et ses collègues attribuent la dent colombienne au taxon alors érigé, et suggèrent aussi qu'il est probable que les dents découvertes dans les localités précédemment mentionnées élargirait alors le record géographique du requin, bien qu'ils se montrent tout de même sceptiques à propos de l'abondance des fossiles au Maryland. Deux études ultérieures publiées en 2019 et en 2020 identifient des dents supplémentaires de Megalolamna datant du Miocène inférieur et provenant respectivement du Pérou et d'Équateur,. 
En 2024, Shimada et ses collègues décrivent trois dents provenant de la Caroline du Sud et du Maryland. L'unique dent provenant de la Caroline du Sud élargit l'ère de répartition du taxon vers l'Oligocène supérieur, soit une période datant d'environ 23,5 millions d'années. Les deux dents provenant du Maryland incarnent quant à elles les occurrences les plus septentrionales connues de Megalolamna. Plus tard la même année, le paléontologue allemand Jürgen Pollerspöck et Shimada décrivent plusieurs spécimens supplémentaires découvertes en Europe, plus précisément en Autriche, en France, en Allemagne et en Italie. Les auteurs découvrent également que deux dents découvertes en Allemagne et en Italie ont déjà reçu leurs épithètes spécifiques respectifs dans deux ouvrages publiés lors de la fin du XIXe siècle. La dent syntype allemande ayant été découverte à l'est de Baltringen (en), dans le land du Bade-Wurtemberg, fut le premier à être nommé, étant originellement décrit en 1879 par Josef Probst (de) sous le nom d’Otodus serotinus:155-156. La dent italienne découverte à Montferrat, dans le Piémont, est décrite en 1897 par Giulio de Alessandri (d) sous le nom de Lamna bassanii. Dans sa description, Alessandri nomme le taxon en l'honneur de Francesco Bassani (en), en raison de sa grande contribution à la connaissance de la paléontologie et de la stratigraphie italienne:38-39. Ces deux noms furent reconnus comme valides dans des travaux publiées après 1899 et ceux jusqu'en 2006, mais aucun chercheur n'y s'est visiblement penché à propos d'une potentielle synonymie entre eux. L'épithète spécifique serotinus étant plus ancien que bassanii et parodoxodon, Pollerspöck et Shimada déplacent alors ce nom dans le genre Megalolamna, le taxon étant alors renommé Megalolamna serotinus selon le principe de priorité. Les deux autres épithètes spécifiques érigées depuis sont alors mis en synonymie.

## Description

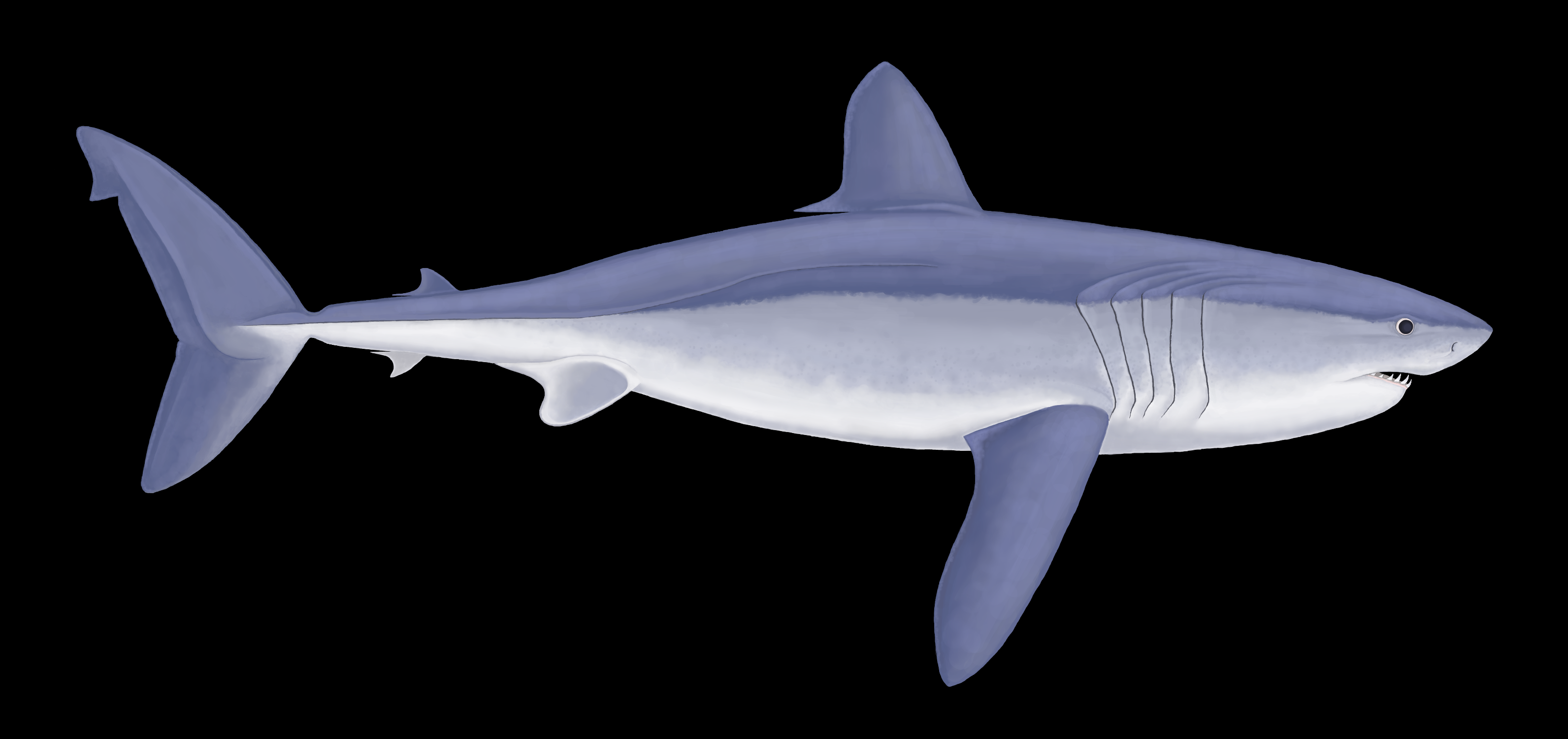
Reconstitution hypothétique de M. serotinus.

La morphologie de Megalolamna étant totalement inconnue à l'exception de ses dents, la mensuration de ces dernières sont utilisées par Shimada et al. (2016) avec ceux de plusieurs autres requins lamniformes afin de calculer une estimation globale de sa longueur. Une gamme élargie donne une taille allant de 3,7 à 19,5 m de long. Cette gamme d'estimation est néanmoins considérée comme très exagérée étant donné qu'elle est basée sur le requin-renard commun, un squale dont la queue est aussi longue que le reste de son corps et ayant des dents comparativement plus petites. Une seconde gamme plus réduite donne entre 3,7 à 7,2 m, calculant une longueur moyenne de 5,1 m pour le plus grand spécimen connu, soit une taille similaire à celui d'un grand requin blanc moyen.
Les dents de Megalolamna possèdent les traits de base d'un lamniforme, mais se distinguent principalement de par la présence d'une cuspide principale pointue parfois inclinée latéralement, de mini-cuspides latérales (petites cuspides émaillées qui apparaissent à la base de la couronne principale de la dent) à peu près égales en taille et pointant vers le haut, et d'une racine fortement bilobée. Les cuspides et les mini-cuspides sont toutes deux de forme triangulaire, et leurs bords tranchants sont lisses et en forme de rasoirs,,. La plus grande dent connue mesure 4,5 cm de hauteur, tandis que la plus petite documentée mesure 8,2 mm. Bien qu'il soit très incertain de savoir si Megalolamna avait une ou plusieurs rangées de dents dans les mâchoires, ses dents montrent une série presque continue d'une dentition allant des dents hautes et symétriques aux dents courtes et inclinées, sans différences notables qui indiquerait leur emplacement dans la mâchoire supérieure ou inférieure. Cette dentition indique par conséquent que l'animal devrait avoir une hétérodontie monognathe, c'est-à-dire des dents mésiales (les plus en avant) et distales (les plus en arrière) de formes différentes le long des mâchoires supérieure ou inférieure.
La dentition de Megalolamna est similaire à ceux de la plupart des autres grands requins lamniformes, et son régime alimentaire devrait être assez spécialisé, s'étant principalement nourri de poissons osseux. Cependant, là où les grands lamniformes ont une dentition de type saisissante et déchirante, les dents latérales de Megalolamna présentent une fonction coupante. Ainsi, l'animal saisissait probablement sa proie avec les dents antérieures, avant de le couper avec les dents latérales situés aux coins de la bouche vers une proportion acceptable pour l'ingestion. La longueur corporelle estimée de l'animal indique aussi qu'il se nourrissait de poissons de tailles moyennes, allant de 0,5 à 1 m,.

## Classification et évolution
Megalolamna fait partie de la famille des Otodontidae, une lignée de requins lamniformes connue pour inclure notamment le mégalodon,. L'analyse phylogénétique de Shimada et al. (2016) récupère Megalolamna en tant que taxon frère du genre type Otodus. Afin d'éviter de rendre le genre Otodus paraphylétique, les auteurs transférèrent l'intégralité des espèces anciennement classées dans le genre Carcharocles à ce dernier. Ils découvrent alors que les espèces du genre Otodus forment une séquence anagénétique qui représentent différentes chrono-espèces. Un cas similaire est aussi présent pour Cretalamna, car, étant généralement vu comme un taxon ancestral à Otodus, il est lui aussi vu comme paraphylétique. La découverte de Megalolamna, présentant des caractéristiques dentaires semblables aux deux genres, permet cependant à Cretalamna et à Otodus de rester monophylétiques. Pour des raisons de classifications, ils maintiennent Cretalamna comme distinct, mais en le séparant en deux lignées représentant les espèces datant du Crétacé et du Cénozoïque. Les auteurs notent néanmoins que le fait que Megalolamna et Otodus soient apparentés n'est pas exempt de problèmes, car y a un écart d'apparition d'environ 43 millions d'années chacun. Ce positionnement phylogénétique nécessite alors des recherches plus approfondies sur les requins du Paléogène ainsi que dans les synapomorphies définissables chez les différents genres d'otodontidés.
Le cladogramme ci-dessous est basée d'après Shimada et al. (2016), avec le changement de l'épithète spécifique suivant Pollerspöck & Shimada (2024) :
|  | Cretalamna spp.                                                       |
|  |                                                                       |
|  | \| \| Megalolamna serotinus \| \| \| \| \| \| Otodus spp. \| \| \| \| |
|  |                                                                       |
|  | Megalolamna serotinus                                                 |
|  |                                                                       |
|  | Otodus spp.                                                           |
|  |                                                                       |

|  | Megalolamna serotinus |
|  |                       |
|  | Otodus spp.           |
|  |                       |

|  | Cretalamna spp.                                                       |
|  |                                                                       |
|  | \| \| Megalolamna serotinus \| \| \| \| \| \| Otodus spp. \| \| \| \| |
|  |                                                                       |
|  | Megalolamna serotinus                                                 |
|  |                                                                       |
|  | Otodus spp.                                                           |
|  |                                                                       |

|  | Megalolamna serotinus |
|  |                       |
|  | Otodus spp.           |
|  |                       |

## Paléoécologie
La distribution des fossiles de Megalolamna prouve que le genre avait eu une répartition cosmopolite. Sa distribution se situait dans les marges est et ouest de l'océan Pacifique, dans la marge occidentale de l'océan Atlantique, dans la mer des Caraïbes, dans la mer Méditerranée et dans l'ancienne mer Paratéthys. Cela montre que sur le plan latitudinal, Megalolamna occupait les zones tropicales aux zones de latitudes moyennes (en) dans les hémisphères nord et sud. Cette répartition géographique est assez similaire à celui de bon nombre de lamniformes actuels tels que le requin-lutin, le requin grande-gueule ou le requin noronhai. Sur la base de cette similitude, Pollerspöck & Shimada (2024) suggèrent qu'il est possible que les fossiles de Megalolamna seraient possiblement trouvables à l'avenir sur les côtes atlantiques de l'Afrique et de l'Amérique du Sud, le long de l'océan Indien et en Océanie. Une grande majorité des formations géologiques d'où Megalolamna est documenté auraient été des environnements marins peu profonds,,, bien que certains fossiles suggèrent aussi que l'animal aurait également vécu dans des eaux froides et subtropicales.